# جون هدر
جون هدر (به انگلیسی: Jon Heder) (زاده ۲۶ اکتبر ۱۹۷۷) بازیگر آمریکایی است.
از فیلم‌های معروف او می‌توان به بازی در فیلم درست مثل بهشت، تیغ شهرت، هنگامی که در رم، حرکت مک‌آلیستر، زندگی اتفاق می‌افتد و بچه‌ننه اشاره کرد.